# Nomi (Ishikawa)
Nomi (jap. 能美市 Nomi-shi) ist eine Stadt in der japanischen Präfektur Ishikawa.

## Geographie
Nomi liegt nordöstlich von Fukui und südwestlich von Kanazawa am Japanischen Meer.

## Geschichte
Nomi entstand am 1. Februar 2005 durch Zusammenschluss der Gemeinden Neagari (根上町, -machi), Tatsunokuchi (辰口町, -machi) und Terai (寺井町, -machi) des Landkreises Nomi.

## Söhne und Töchter der Stadt
- Hideki Matsui (* 1974 in Neagari), Baseballspieler in der Major League
- Yoshirō Mori (* 1937 in Neagari), 85. und 86. Premierminister von Japan
- Yūsuke Suzuki (* 1988 in Tatsunokuchi), Geher

## Weblinks

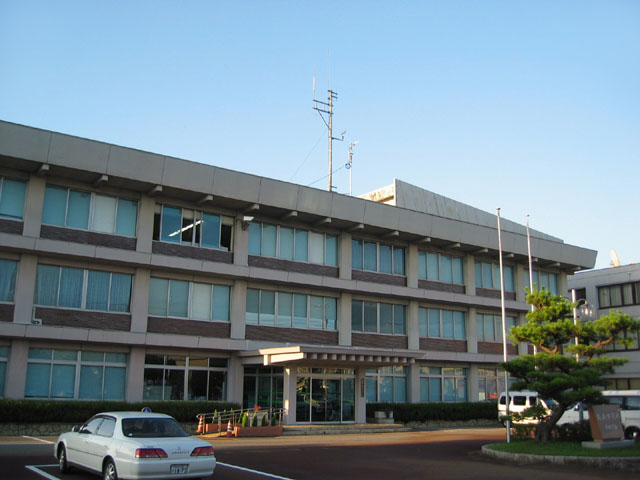
Rathaus von Nomi

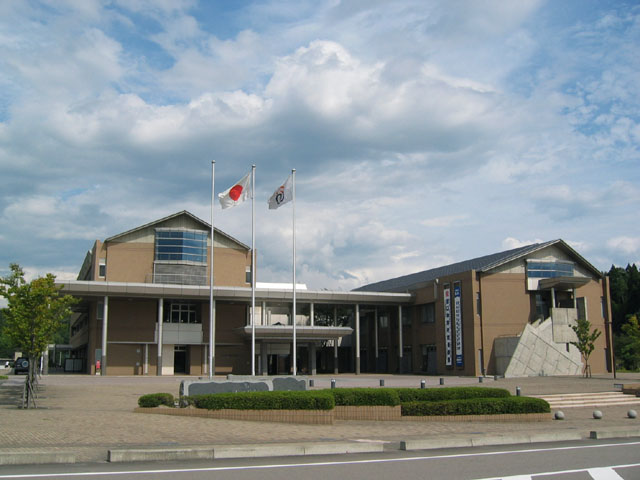
Das Hauptregierungsgebäude von Tatsunokuchi, in dem sich das Büro des Bürgermeisters befindet

## Verkehr
- Zug:
  - Hokuriku-Hauptlinie
- Straße:
  - Hokuriku-Autobahn
  - Nationalstraße 8
  - Nationalstraße 157

## Angrenzende Städte und Gemeinden
- Hakusan
- Komatsu
- Kawakita